# Horváth Endre Lajos
Horváth Endre Lajos (Nagybarát, 1827. július 17. – Győr, 1909. február 19.) római katolikus plébános, bencés szerzetes, kanonok, városi képviselő, lapszerkesztő.

## Életútja
Elemi iskoláit szülőhelyén végezte. A IV. gimnáziumi osztálytól (1845) a pannonhalmi Szent Benedek-rendbe lépett, ahonnét 1848-ban a honvédekhez állott. Komárom várát védte, majd a kapituláció után az 1849-50. iskolai évet elvégezve, a győri püspöki papnevelő intézetbe vétetett föl. 1854. július 26-án áldozópappá szentelték; segédlelkész volt Rábaszentmihályon, Kapuváron, Rábatamásiban, majd Győrött a belvárosban. 1861-ben gróf Waldstein János győr-újvárosi plébánossá nevezte ki. 1896-ban restauráltatta a templomot. 1900-től győrszigeti plébános volt, majd 1903-tól címzetes kanonok. 
1857-ben a Hölgyfutárba tudósításokat írt; később Torök János Pesti Hirnökébe s az Idők Tanujába írt cikkeket. Az Isten Igéjének, a Jó Pásztornak és a Katholikus Lelkipásztornak is munkatársa volt.
1887-ben alapította s négy évig egyedül szerkesztette a Borromaeus hitszónoklati folyóiratot; azután is egy évig társszerkesztője volt e lapnak Varga Jánossal. (Mintegy kétszáz egyházi beszéde jelent meg ezen folyóiratban.)

## Művei
- Ubrik Borbála siralma vagy a befalazott krakói apácza szózata az egész kereszténységben. Győr, 1866 (és 1869, Népies verses irat, névtelenül)
- Országgyűlés pokolban, vagy az Antikrisztusnak, Renánnak, az ördögök által lett installáltatása Lucifer király udvarában. Bpest, 1874, hat képpel (népies verses irat, névtelenül)